# گلامور (مجله)

جلد مجله گلامور نسخه نوامبر سال ۲۰۱۶ با حضور دمی لواتو

گلامور (به انگلیسی: Glamour) یک مجله اینترنتی زنان است که توسط کوندی نست منتشر می‌شود. مجله در سال ۱۹۳۹ تأسیس شد و اولین بار در آوریل ۱۹۳۹ در ایالات متحده منتشر شد و در اصل گلامور آو هالیوود نامیده می‌شد.